# 三重県信用農業協同組合連合会
三重県信用農業協同組合連合会（みえけんしんようのうぎょうきょうどうくみあいれんごうかい）は、三重県津市に本店を置く、三重県における農業協同組合（JA）の信用事業を統括する県域農協系金融機関である。

## 概要
三重県内の信用事業を行うJAを会員とする。通称は「JA三重信連」。統一金融機関コードは3023。主に法人顧客を中心としており、個人取引は殆どない。
当連合会と信用事業を行う三重県のJAを「JAバンク三重」もしくは「三重県下JAバンク」と総称する。
他の都道府県のJAバンクと比べると、独自のCMキャラクターを起用したり、独自CMを制作するなど、広告活動が活発である。
キャッチフレーズは『お話しませんか？生活設計を。』。

## 沿革
- 1948年8月 - 設立。

## 店舗所在地
- 本店（店番：008）/三重県津市栄町1-960 JA三重ビル内

## CM
- 1998年以降21年にわたって栗山千明をCMに起用している。サウンドロゴでは「三重県下JAバンク」としている。